# Haarajärvi (sjö i Kuhmo, Kajanaland, Finland)
Haarajärvi eller Haapajärvi är en sjö i Finland. Den ligger i kommunen Kuhmo i landskapet Kajanaland, i den centrala delen av landet, 500 km nordost om huvudstaden Helsingfors. Haarajärvi ligger 191,9 meter över havet. Den ligger vid sjön Vepsänjärvi. I omgivningarna runt Haarajärvi växer i huvudsak barrskog. Arean är 90,8 hektar och strandlinjen är 8,56 kilometer lång. Sjön  ingår i Uleälvens huvudavrinningsområde. 